# Hybolasius femoralis
Hybolasius femoralis là một loài bọ cánh cứng trong họ Cerambycidae.